# Gare d'Heizijde
La gare d'Heizijde (station Heizijde en néerlandais) est une gare ferroviaire belge de la ligne 60 de Jette à Termonde située dans la commune de Lebbeke en région flamande dans la Province de Flandre-Orientale.
C’est une halte voyageurs de la Société nationale des chemins de fer belges (SNCB) desservie par des trains Suburbains (S) des lignes S3 et S10 du (futur) RER Bruxellois.

## Situation ferroviaire
Située sur la ligne 60, elle est établie entre la gare d'Opwijk et la gare de Lebbeke.

## Histoire
Les Chemins de fer de l'État belge mettent en service le 18 mai 1879 la section entre Termonde et Asse de la future ligne 60 de Termonde à Jette. Il n'y a cependant aucun arrêt à Heizijde.
La « halte de Lebbeke-Heizijde » est mise en service le 1er octobre 1904 par l’État belge à l'emplacement d'une maison de garde-barrière démolie. D'abord dépourvue de bâtiment définitif pour les voyageurs, elle reçoit en 1908 un bâtiment de halte de plan type 1893 muni d’une vaste aile de neuf travées à gauche du corps central. La gare est exécutée en brique avec des arcs bombés à clé de pierre au-dessus des ouvertures, de nombreux bandeaux de pierre de taille, un soubassement en pierres irrégulières et le nom de la gare gravé dans des rectangles de pierre bleue disposés aux pignons et sur la façade côté quai. En décembre 1910 elle est renommée « Heizijde ».
Ligne 60 fut électrifiée en 1981 et la gare, qui était en mauvais état et avait perdu ses guichets, fut classée en 2003. Elle est désormais utilisée par la croix rouge de Lebbeke.
Vers 2009, dans le cadre du projet RER, les quais furent rénovés et le quai faisant face à la gare fut déplacé de l’autre côté du passage à niveau. Un nouvel abri à vélos fut alors construit.

## Service des voyageurs

### Accueil
C'est un point d'arrêt non géré (PANG), à accès libre.

### Desserte
Heizijde est desservie par des trains Suburbains (S), de la SNCB (voir brochure SNCB,).
En semaine, la desserte comporte des trains S3 entre Termonde et Zottegem via Bruxelles et des trains S10 entre Bruxelles-Midi et Termonde via la gare de l'ouest, au rythme d'un par heure chacun. Le dernier train de la journée est un InterCity (IC) reliant Courtrai à Termonde en desservant tous les arrêts intermédiaires entre Jette et Termonde (les autres IC de la ligne sont directs).
Les week-ends et jours fériés, la desserte se limite à des trains S10 entre Bruxelles-Midi et Termonde qui circulent toutes les heures.

## Comptage voyageurs
Ce graphique et tableau montre le nombre de voyageurs embarquant en moyenne durant la semaine, le samedi et le dimanche.
| Nombre de passagers qui embarquent à la gare d'Heizijde | Nombre de passagers qui embarquent à la gare d'Heizijde | Nombre de passagers qui embarquent à la gare d'Heizijde | Nombre de passagers qui embarquent à la gare d'Heizijde |
|                                                         | Semaine                                                 | Samedi                                                  | Dimanche                                                |
| ------------------------------------------------------- | ------------------------------------------------------- | ------------------------------------------------------- | ------------------------------------------------------- |
| 1977                                                    | 645                                                     | 99                                                      | 34                                                      |
| 1978                                                    | 714                                                     | 66                                                      | 48                                                      |
| 1979                                                    | 673                                                     | 88                                                      | 56                                                      |
| 1980                                                    | 627                                                     | 60                                                      | 44                                                      |
| 1981                                                    | 601                                                     | 69                                                      | 42                                                      |
| 1982                                                    | 663                                                     | 92                                                      | 52                                                      |
| 1983                                                    | 591                                                     | 57                                                      | 36                                                      |
| 1984                                                    | 439                                                     | 49                                                      | 41                                                      |
| 1985                                                    | 401                                                     | 60                                                      | 69                                                      |
| 1986                                                    | 433                                                     | 62                                                      | 45                                                      |
| 1987                                                    | 403                                                     | 81                                                      | 75                                                      |
| 1988                                                    | 391                                                     | 57                                                      | 45                                                      |
| 1989                                                    | 420                                                     | 58                                                      | 40                                                      |
| 1990                                                    | 398                                                     | 44                                                      | 30                                                      |
| 1991                                                    | 347                                                     | 46                                                      | 31                                                      |
| 1992                                                    | 415                                                     | 41                                                      | 41                                                      |
| 1993                                                    | 352                                                     | 69                                                      | 29                                                      |
| 1994                                                    | 346                                                     | 26                                                      | 16                                                      |
| 1995                                                    | 341                                                     | 24                                                      | 12                                                      |
| 1996                                                    | 370                                                     | 22                                                      | 16                                                      |
| 1997                                                    | 331                                                     | 32                                                      | 21                                                      |
| 1998                                                    | 315                                                     | 22                                                      | 14                                                      |
| 1999                                                    | 331                                                     | 26                                                      | 16                                                      |
| 2000                                                    | 266                                                     | 30                                                      | 17                                                      |
| 2001                                                    | 296                                                     | 29                                                      | 20                                                      |
| 2002                                                    | 278                                                     | 21                                                      | 15                                                      |
| 2003                                                    | 274                                                     | 14                                                      | 24                                                      |
| 2004                                                    | 291                                                     | 19                                                      | 13                                                      |
| 2005                                                    | 300                                                     | 16                                                      | 23                                                      |
| 2006                                                    | 299                                                     | 27                                                      | 22                                                      |
| 2007                                                    | 380                                                     | 10                                                      | 26                                                      |
| 2008                                                    | -                                                       | -                                                       | -                                                       |
| 2009                                                    | 228                                                     | 15                                                      | 25                                                      |
| 2010                                                    | -                                                       | -                                                       | -                                                       |
| 2011                                                    | -                                                       | -                                                       | -                                                       |
| 2012                                                    | 187                                                     | 10                                                      | 17                                                      |
| 2013                                                    | 188                                                     | 17                                                      | 26                                                      |
| 2014                                                    | 177                                                     | 23                                                      | 38                                                      |
| 2015                                                    | 267                                                     | 40                                                      | 38                                                      |
| 2016                                                    | 277                                                     | 57                                                      | 52                                                      |
| 2017                                                    | 260                                                     | 94                                                      | 58                                                      |
| 2018                                                    | 279                                                     | 49                                                      | 71                                                      |
| 2019                                                    | 276                                                     | 42                                                      | 30                                                      |
| 2020                                                    | 171                                                     | 77                                                      | 41                                                      |
| 2021                                                    | -                                                       | -                                                       | -                                                       |
| 2022                                                    | 492                                                     | 125                                                     | 123                                                     |
| 2023                                                    | 537                                                     | 91                                                      | 107                                                     |
| 2024                                                    | 567                                                     | 145                                                     | 128                                                     |